# Adam Dobrzyński
Adam Dobrzyński (ur. 19 grudnia 1974) – polski lekkoatleta specjalizujący się w biegach długodystansowych.
W czasie swojej kariery odniósł następujące sukcesy sportowe:
- mistrz Europy juniorów w biegu na 3000 metrów z przeszkodami (San Sebastián 1993)
- półfinalista mistrzostw świata w biegu na 3000 metrów z przeszkodami (Ateny 1997)[1]
- dwukrotny mistrz Polski w półmaratonie (Bydgoszcz 2001, Biała Podlaska 2005)
- wicemistrz Polski w biegu na 10 000 metrów (Bydgoszcz 1997)
- dwukrotny wicemistrz Polski w półmaratonie (Piła 2003, Piła 2004)
- brązowy medalista mistrzostw Polski w biegu na 3000 metrów z przeszkodami (Piła 1996)
- brązowy medalista Polski w półmaratonie (Piła 2002)

## Rekordy życiowe
- bieg na 1500 metrów – 3:46,03 – Poznań 24/05/1997
- bieg na 3000 metrów – 8:06,32 – Arnsberg 11/05/1997
- bieg na 5000 metrów – 13:53,00 – Sopot 08/08/1998
- bieg na 10 000 metrów – 28:39,33 – Bydgoszcz 20/06/1997
- półmaraton – 1:03:07 – Września 09/04/2000
- bieg maratoński – 2:12:29 – Berlin 30/09/2001
- bieg na 3000 metrów z przeszkodami – 8:24,09 – Bratysława 10/06/1997